# ادوارد دبلیو کارمک
ادوارد دبلیو کارمک (به انگلیسی: Edward W. Carmack) سناتور سابق عضو حزب دموکرات ایالات متحده آمریکا بود. وی در سال ۱۹۰۱ تا ۱۹۰۷ میلادی سناتور ایالت تنسی در سنای ایالات متحده آمریکا بود.